# 小林春世
小林 春世（こばやし はるよ、1983年9月27日 - ）は、日本の舞台俳優。演劇集団キャラメルボックスの劇団員。所属事務所はナッポスユナイテッド。

## 略歴・人物
神奈川県横浜市港北区日吉生まれ。田園調布雙葉小学校附属幼稚園、田園調布雙葉小学校、田園調布雙葉中学校・高等学校を経て、慶應義塾大学文学部美学美術史学専攻を卒業。父は法学者・弁護士・慶應義塾大学名誉教授の小林節。父の仕事の関係で13歳から1年間マサチューセッツ州ボストンで過ごし現地の中学校に通った。大学卒業後は米国三越の社員として2007年から1年間、フロリダ州のウォルト・ディズニー・ワールド・リゾートにあるディズニーパーク「エプコット」の「日本館」にて勤務した。帰国後の2009年、キャラメルボックス俳優教室（7期生）で1年間舞台演劇を学び、オーディションを経て2011年に演劇集団キャラメルボックスに入団。以降、舞台を中心に活躍している。
英語での演技経験は2017年8月に参加したエジンバラ演劇祭がある。また、イギリスの劇団「Stone Crabs（ストーン・クラブズ）」の創立者・芸術監督であるフランコ・フィギュレドの演出で三島由紀夫の「綾の鼓」と狂言の「附子」を英語と日本語で上演した。俳優業の他に、英語指導や通訳、ワークショップ等も行う。 2021年5月から2022年4月まで、文化庁が運営する新進芸術家海外研修制度によりニューヨークへ留学した。
所持している資格は、学芸員・TOEIC（925点）・書道五段。特技は、ヴァイオリン・声楽・英語。好きな動物は、犬と猫。好きな食べ物は、デメルのケーキ・フライドポテト・アイス・パフェ・きゅうりなど。好きなアーティストはB’z。趣味は海外旅行で、これまで40か国以上に訪れた。一人っ子。好きな画家はルネ・マグリット。大学在学中はオフコース・ミュージック・カンパニー（通称オフ研）というバンドサークルに加入していた。Chim↑Pomのエリイは、田園調布雙葉学園（幼稚園〜高校）時代の同級生。

## 出演

### 舞台

#### 演劇集団キャラメルボックス
- 『賢治島探検記』(2011年)
- 『飛ぶ教室』(2011年）
- 『トリツカレ男』(2011年、ビアンカ) - 笹川亜矢奈とダブルキャスト
- 『アルジャーノンに花束を』(2012年、ファニィ・バードン)
- 『広くてすてきな宇宙じゃないか』(2012年、カツラ) - 小林千恵・笹川亜矢奈とトリプルキャスト
- 『ナミヤ雑貨店の奇蹟』(2013年、館林寛子／水原タツユキ／田村秀代) - 笹川亜矢奈とダブルキャスト
- 『雨と夢のあとに』(2013年、沢田/番場)
- 『ケンジ先生』(2013年、ソラコ) - 笹川亜矢奈とダブルキャスト
- 『あなたがここにいればよかったのに』(2014年、堀公香) - 木村玲衣とダブルキャスト
- 『太陽の棘　彼はなぜ彼女を残して旅立ったのだろう』(2014年、草見はるか)
- 『カレッジ・オブ・ザ・ウィンド』(2015年、ツキエ)
- 『BREATH』(2015年、新居浜希乃) - Greenキャスト
- 『彼は波の音がする』(2016年、道成寺澄子) - 石川寛美とダブルキャスト
- 『彼女は雨の音がする』(2016年、道成寺澄子) - 石川寛美とダブルキャスト
- 『スロウハイツの神様』(2017年、森永すみれ）
- 『光の帝国』(2017年、今枝日菜子)

#### 客演
- 『BOO WHO WOOL 番外編』(2013年、BOO WHO WOOL)
- 『こんにちは アンデルセンさん』(2014年、BOO WHO WOOL)
- 『HARUKA』(2014年、旋風計画) - 「銀河旋律」ヨシノ[8]
- 『プロモーターズ！〜セカンドチャンス〜』(2015年、劇団メイカーズ)
- 『君原毬子の消息』(2015年、劇26.25団)
- 『鳥取イヴサンローラン』(2015年、ロ字ック)
- 『春は夜来る』(2016年、ルソルナ)
- 『ナミヤ雑貨店の奇蹟』(2016年) -松岡栄美子/川辺若菜/小塚公子役
- 『昆虫戦士コンチュウジャー』(2016年)
- 『彼女が旅に出た理由』(2016年、劇団競泳水着)
- 『アトレウス』(2017年、演劇集団砂地)
- 狂言『附子』＋『綾の鼓』(2017年、エジンバラ演劇祭)
- 『もっともやってみるのだ！』(2017年、ちび太ン家presents) - 日替わり出演
- 『アスファルト・キス』(2018年)
- 『べつのほしにいくまえに』（2024年、趣向）[9]
- 『寿歌二曲』（2024年、理性的な変人たち）[10]
- 『夫婦』（2024年、maars inc.）[11]
- 『不可能の限りにおいて』（2025年公演予定）[12]

## 英語指導
- ハナミズキ(2010年)

## 参考
1. ↑  “小林春世”.   演劇集団キャラメルボックス. 2021年6月27日閲覧。
2. ↑  “『BREATH』出演者紹介-09 小林春世 こばやし・はるよ(ダブルキャスト・Green)”. キャラメルボックス・ネタバレブログ. 2021年8月16日閲覧。
3. ↑  “「憲法」改正と改悪”. 成井豊の公式ブログ. 2021年8月16日閲覧。
4. ↑  “「憲法」改正と改悪”. 成井豊の公式ブログ. 2021年8月16日閲覧。
5. 1 2 3  “小林 春世”. 株式会社ナッポスユナイテッド - NAPPOS UNITED Co.,Ltd.. 2022年2月9日閲覧。
6. ↑  “エジンバラ演劇祭で三島由紀夫と「附子」を上演したい！！ | MOTION GALLERY”. motion-gallery.net. 2022年2月9日閲覧。
7. ↑  “はるーよ｜note”. note（ノート）. 2022年2月9日閲覧。
8. ↑  “HARUKA”.   旋風計画. 2014年7月9日閲覧。
9. ↑  “舞台は“互助・共助のための結婚法”が生まれた未来、趣向「べつのほしにいくまえに」”. ステージナタリー.   ナターシャ (2024年4月22日). 2024年4月22日閲覧。
10. ↑  “理性的な変人たちが北村想「寿歌」「寿歌II」を同時上演、性別年齢不問オーディションで配役”. ステージナタリー.   ナターシャ (2024年8月14日). 2024年8月14日閲覧。
11. ↑  “廣川真菜美率いるmaars inc.がハイバイ岩井秀人の戯曲に挑む「夫婦」”. ステージナタリー.   ナターシャ (2024年10月29日). 2024年10月30日閲覧。
12. ↑  “生田みゆき演出リーディング公演「不可能の限りにおいて」に岡本圭人・万里紗・南沢奈央ら”. ステージナタリー.   ナターシャ (2025年6月24日). 2025年6月24日閲覧。